# Ius cogens
La locuzione latina ius cogens ("diritto cogente") indica, nel diritto internazionale, le norme consuetudinarie che sono poste a tutela di valori considerati fondamentali e a cui non si può in nessun modo derogare. Lo ius cogens è percepito dai membri della cosiddetta comunità internazionale (gli Stati in particolare) come diritto assolutamente inderogabile.

## Norma sulle fonti
Lo ius cogens è accolto sia dalla Convenzione di Vienna sul diritto dei trattati del 1969 che dalla Convenzione di Vienna sul diritto dei trattati tra Stati e organizzazioni internazionali o tra organizzazioni internazionali del 1986.
Secondo l'articolo 53 della convenzione del 1969,
mentre l'articolo 64 prescrive:

## Individuazione del contenuto
La Convenzione di Vienna non stabilisce quali norme internazionali abbiano il carattere assolutamente imperativo; pertanto, sarà l'interprete (operatore giuridico) a doverne ricavarne l'identità. Ma è opinione comune della dottrina che facciano parte dello ius cogens quei principi che richiamano valori universali e fondamentali, quali i diritti umani principali, il principio di autodeterminazione dei popoli, il divieto della minaccia e/o uso della forza; siffatto elenco potrebbe poi essere aggiornato in relazione all'articolo 103 della Carta delle Nazioni Unite ove è sancita l'inderogabilità degli obblighi scaturenti dalla Carta medesima e delle decisioni vincolanti in seno alle Nazioni Unite. In effetti, nessuno mai ha finora ritenuto plausibile la derogabilità dei principi della Carta delle Nazioni Unite nella prassi internazionale; anzi, principi e obblighi proclamati dalla Carta sono stati anche alla base di solenni Dichiarazioni, e si ritiene che essi siano una pietra miliare nell'ambito delle relazioni internazionali. Quindi, oltre quei valori ritenuti universali dalla comunità internazionale sembra che siano da ritenere inderogabili anche obblighi e principi proclamati dalla Carta delle Nazioni Unite.
Tra la tesi secondo cui il diritto cogente è posto da accordo e quella secondo cui deriva dai principi generali di diritto riconosciuti dalle nazioni civili, appare preferibile ricondurre il diritto cogente alla consuetudine internazionale, perché essa pone diritto internazionale generale ed inderogabile: anche il diritto cogente richiede una opino juris (mentre la diuturnitas sembrerebbe non necessaria), ma in questo caso l'opinio è particolarmente rafforzata, visto che gli Stati debbono essere convinti non solo dell'obbligatorietà della norma ma anche della sua inderogabilità. 
In base all'articolo 53 della Convenzione di Vienna, si possono sviluppare due criteri identificativi del diritto cogente: la generalità della norma, nel senso della sua obbligatorietà universale (non è possibile la sua inopponibilità, neppure a colui che si fosse opposto sin dall'origine); accettazione e riconoscimento dell'inderogabilità della norma da parte della comunità degli Stati nel suo insieme (non quindi la semplice generalità degli Stati, ma tutte le componenti essenziali della comunità internazionale, e cioè senza escludere alcun gruppo di Stati uniti in un blocco affine). La funzione del diritto cogente così individuato è assai ampia: infatti esso non solo permea il diritto dei trattati, come causa di invalidità assoluta, ma anche il campo della responsabilità internazionale. Infatti la violazione grave di alcune norme, tra cui senz'altro quelle di diritto cogente, configura crimine internazionale, obbliga a riparazione e sottopone a sanzione l'inadempiente da parte di tutti gli altri Stati. Inoltre per Roberto Ago le violazioni di diritto cogente non possono essere scriminate da cause di giustificazione come il consenso dell'avente diritto o lo stato di necessità: la peculiare caratteristica di alcune norme di diritto cogente, che fondano la responsabilità criminale internazionale, è infatti quella di istituire obblighi solidali tra tutti gli Stati, privando di effetti giuridici l'acquiescenza degli Stati terzi, contrastando con il principio di effettività (in tal senso si espresse la sentenza della Corte internazionale di giustizia del 1980 sul caso degli ostaggi statunitensi in Iran).